# Matroska
 (septembre 2012).
Si vous disposez d'ouvrages ou d'articles de référence ou si vous connaissez des sites web de qualité traitant du thème abordé ici, merci de compléter l'article en donnant les références utiles à sa vérifiabilité et en les liant à la section « Notes et références ».
Matroska (du russe матрёшка, matriochka, poupée russe , ou MKV) est un format de fichier multimédia, multiplate-forme et ouvert. Il est mis à disposition du grand public gratuitement depuis le 1er mai 2003. Le format WebM reprend certaines de ses spécificités. 

## Spécificités
Le format Matroska est un conteneur vidéo, il peut regrouper au sein d'un même fichier (généralement avec l'extension .mkv) plusieurs flux vidéo, flux audio, ainsi que plusieurs sous-titres et des chapitres.
Le Matroska peut embarquer des flux dans les formats de compression suivants :
- Vidéo : DivX, Xvid, RealVideo, H.264, Theora, VP8, H.265, etc.
- Audio : Vorbis, AAC, MP2, MP3, AC3, DTS, PCM, WV (WavPack) et FLAC.
- Sous-titres :  SubRip (srt), SubStation Alpha (ssa), Advanced SubStationAlpha (ass), VobSub (en) (sub/idx), etc.

Il existe plusieurs autres conteneurs populaires, tels que le MPEG4 (.mp4), QuickTime (.mov), AVI (.avi) pour les principaux. Le mkv se distingue de ces derniers sur plusieurs points :
- support de la plupart des flux vidéo et audio existants ;
- grande capacité de pistes de sous-titres de différents formats ;
- support des chapitres ;
- possibilité d'étiquetage des pistes audio, vidéo et des sous-titres ;
- possibilité d'intégration de pièces jointes, comme les images d'illustration (couverture/jaquette).

Le conteneur MKV est capable d'encapsuler des contenus en haute définition 720p ou 1080p, ainsi qu'en ultra haute définition (UHD) 4K. Cela en fait un format privilégié pour la copie des HD-DVD ou des disques Blu-ray.

## Extensions
Le MKV possède plusieurs extensions :
- .mkv : fichiers contenant généralement une piste vidéo, habituellement accompagnée d'autres pistes (audio et sous-titres).
- .mka : fichiers audio uniquement. Peut contenir n'importe quel format de compression audio supporté.
- .mks : fichiers ne contenant que des sous-titres.
- .mk3d : contient les mêmes éléments qu'un mkv, mais avec une vidéo 3D (ces fichiers peuvent également avoir pour extension .mkv)

## Origine et motivations
Matroska vient du mot russe matriochka (poupée russe) qui correspond bien à la définition du matroska : c'est un conteneur vidéo qui permet de mixer plusieurs pistes audio, fichiers de sous-titres, chapitres et vidéos ensemble. Dans la majorité des cas, il n'y a qu'un seul fichier vidéo pour plusieurs fichiers audios et/ou sous-titres (il n'y a qu'une vidéo pour plusieurs langues : VFF, VO, etc.)
Il est dérivé du projet MCF, mais en diffère sensiblement car il utilise EBML, un format binaire dérivé d'XML. EBML permet à l'équipe de développement de Matroska d'obtenir un avantage important en ce qui concerne les futures extensions du format, sans pour autant être incompatible avec les anciens parseurs.

## Lecteurs logiciels compatibles
Le MKV peut être lu entre autres par les utilitaires suivants :
| Multiplate-forme                                                      | GNU/Linux                             | OS X                                                              | MS-Windows |
| --------------------------------------------------------------------- | ------------------------------------- | ----------------------------------------------------------------- | --- |
| - VLC media player - MPlayer - Kodi (ex XBMC) - Plex - Boxee - ffplay | - GStreamer - Xine - Totem - Kaffeine | - QuickTime (via Perian) - DivX - MPlayerX - Movist - Miro - IINA | - Satsuki Decoder Pack - Combined Community Codec Pack - BSplayer - Media Player Classic - Core Media Player - Gom player - DivX Player - The KMPlayer - AVS Media Player - Windows Media Player 11/12 (à condition d'installer les codecs) - JetAudio - SPlayer - Zoom Player |

Le système Android, depuis sa version 4.0, peut lire les codecs Vorbis et VP8 contenu dans un conteneur mkv(en).

## Encodeurs
Liste de quelques logiciels permettant d'encoder ou de convertir au format Matroska.
| Multiplate-forme                                                                               | GNU/Linux | OS X | MS-Windows                       |
| ---------------------------------------------------------------------------------------------- | --------- | ---- | -------------------------------- |
| - Avidemux - MKVToolNix - VLC media player - HandBrake - Mencoder de MPlayer - FFmpeg - Hybrid | - WinFF   |      | - WinFF - VSDC Free Video Editor |
|                                                                                                |           |      |                                  |

## Lecteurs matériels
En 2007, ce format n'était pas encore utilisable sur les platines de salon ; cela a pu être corrigé (sur certains lecteurs) avec une mise à jour du microprogramme. 

À partir de 2010 la quasi-totalité des platines de salon intègre le format MKV en standard.[réf. nécessaire]
Attention néanmoins, les codecs contenus dans le MKV ne sont pas forcément lus par tous les systèmes. En particulier les formats de son HD (DTS-HD et Dolby HD)

### Lecteurs multimédias
Courant 2007, la Gen 6 d'Archos a été la première gamme de la marque à pouvoir lire les fichiers MKV.[réf. souhaitée]
Courant avril 2008, plusieurs modèles à base du jeu de composants Sigma Designs SMP8635, reconnaissent et lisent les fichiers Matroska. Par exemple Tvix 6500, mais aussi Popcorn Hour A100 et A110, ou encore le Storex AivX-370HD.
- Vidéo : MPEG, AVC, H.264, Xvid
- Audio : AC3, MP3, OGG, AAC

Juin 2009 : le lecteur Blu Ray de la marque LG référencé : BD370 : lit de nombreux formats dont le format MKV.[réf. souhaitée]
Septembre 2009 : le lecteur Blu Ray de la marque Samsung référencé : BD-P2500 : lit de nombreux formats dont le format MKV.[réf. souhaitée]
Depuis 2011 : Les fichiers MKV en 3D (SBS ou Side By Side) apparaissent massivement et sont supportés par la plupart des boîtiers grand public (comme le WD TV Live par exemple) mais ne seront affichés en 3D que sur les téléviseurs ou vidéo-projecteurs compatibles « 3D-SBS » (la majorité).[réf. nécessaire]

### Téléviseurs
Depuis 2010 la majeure partie des téléviseurs multimédia supportent le format MKV :
Phillips, Samsung, LG, etc.[réf. nécessaire]

### Box-Internet
Fin 2008, le boîtier multimédia de la Freebox v5 est capable de lire les fichiers MKV.

La box Numericable les lit également.